# Tapinoma geei
Tapinoma geei este o specie de furnici din genul Tapinoma. Descrisă de William Morton Wheeler în 1927, specia este endemică în China și Coreea de Sud.